# Géraldine Quéniart
Pour les articles homonymes, voir Quéniart.
Géraldine Quéniart née le 4 mai 1967 à Sailly-Labourse, est une cycliste française.

## Biographie
Géraldine Queniart a grandi à Sailly-Labourse et commence le cyclisme de compétition en 1986, elle termine quatrième de la course aux points du championnat de France sur piste en 1991. Après sa carrière cycliste, elle vécut une dizaine d'années sur Perpignan où elle travailla dans la publicité. De retour à Béthune, elle est devenue artiste, peintre et décoratrice, elle reçut une médaille d'honneur du village de Souchez pour avoir peint des fresques murales qui rend hommage aux femmes du passé. En 2019, elle devient régisseuse de la conciergerie de Béthune.

## Palmarès sur route
- 1991
- Championne du Pas de Calais
- Championne des Flandres
  - 4e étape de la Ronde du Tarn-et-Garonne
  - 2e du Chrono champenois
- 1992
  - Championne de Normandie
  - Championne de Seine-Maritime
  - Duo normand (contre-la-montre avec Fabienne Gicquel)
  - 1re et 4e étapes de la Ronde du Tarn-et-Garonne
  - 2e du Chrono champenois
  - 3e de la Ronde du Tarn-et-Garonne
- 1993
  - Ronde de l'Isère
  - La Flèche Gasconne
    - Classement général
    - 2e étapes

  - Duo normand (contre-la-montre avec Françoise Leprod'homme)
- 1994
  - Tour du Canton
  - 2e de la ronde Nationale de Razès
- 1996
- Championne île-de-France
  - Tour du Loiret
  - Tour de Haut-Vienne